# Вайнахские христиане

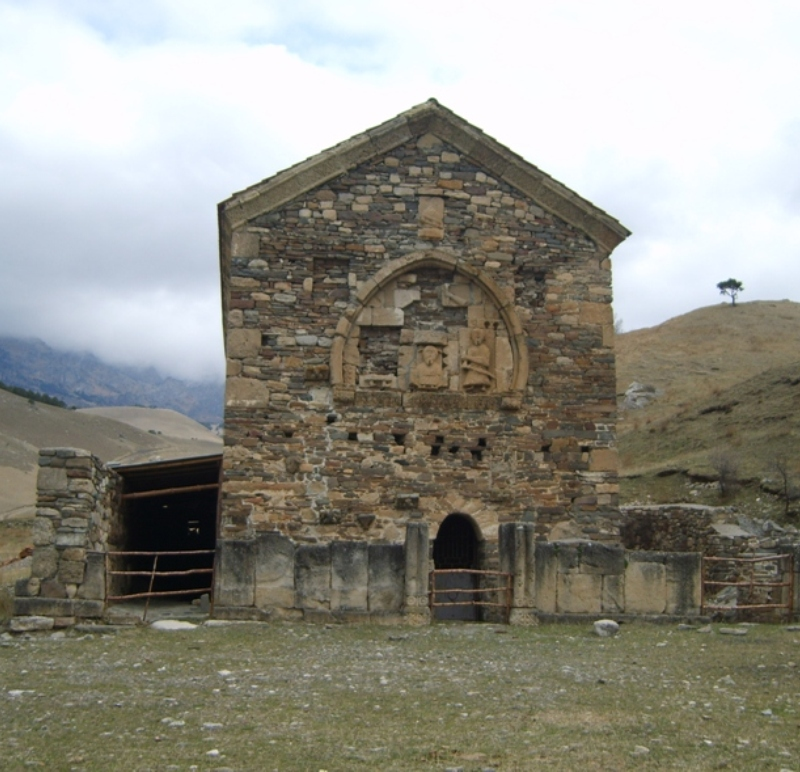
Тхаба-Ерды — один из первых христианских храмов у вайнахов

Вайнахские христиане — религиозная группа христиан, существовавшая с VIII по XIX век на территории современной Чечни, Ингушетии и Дагестана.

## История
Миссионеры проповедовали христианство среди вайнахских племён, вытесняя язычество. В основном они приходили из Абхазского царства, багратионовской Грузии и Византии. Также большую роль в христианизации вайнахов сыграла царица Тамара, распространяя среди вайнахов грузинское православие. В 1310 году Евфимий III, католикос-патриарх всей Грузии, посетил христианские храмы на территориях вайнахов, в частности, был в храме хунзахских аварцев и чеченцев.
Некоторые исследователи, такие как Леча Ильясов, считают, что на религиозные воззрения вайнахов в XIII—XIV веках повлиял католицизм, принесённый миссионерами и купцами из Генуэзской республики, основавшей на черноморском побережье Кавказа свои колонии. Уже к началу 1300-х годов католические епархии крепко обосновались на всём Кавказе. Золотоордынское присутствие в регионе не мешало проповедям миссионеров, как католических, так и православных. Но приход Тимура в 1395 году существенно ослабил положение европейцев в восточных частях Кавказа. Некоторые племена возвращались к прежнему укладу жизни. В 1453 году, после падения Константинополя, генуэзские колонии были проданы, распавшаяся Грузия постепенно попадает под влияние Османской империи, после чего дальнейшая христианизация остановится почти на 200 лет.
Впоследствии христианство было вытеснено язычеством. В некоторых равнинных местах Чечни уже установился ислам. Так продолжалось вплоть до военного вторжения 1638 года царя Грузии Теймураза I на Кавказ, которое привело к появлению немногочисленных, но долговременных христианских общин у некоторых племён вайнахов, их прозвали «ламан кераста» («горные христиане»). В частности, таковыми считались галгаевцы и чеберлоевцы.
Сейчас православные вайнахи проживают в основном в горной области Тушетии на северо-востоке Грузии. Это бацбийцы (около 3 000 человек).

## Вайнахские храмы
В конце VIII века территории Чечни и Ингушетии строились храмы. До наших дней сохранились лишь в Ингушетии. Самый уцелевший храм — это Тхаба-Ерды, в котором до XIX века хранился Псалтирь, написанный на одном из вайнахских языков с использованием древнегрузинского письма — асомтаврули. Несколько хуже сохранились другие храмы: Алби-Ерды, Таргимский храм, Молдз-Ерды и храм в Тумги, храм в Дошхакле, Амгали-Ерды.